# Tabbe
En tabbe, blunder (även tavla) är ett misstag, en fadäs. Orden kan bland annat beskriva fel som görs i samband med filminspelningar (fel som i regel förorsakar omtagning av scenen), TV-sändningar eller liknande.

## Film och TV
Sådana bortklippta sekvenser kan ibland visas i samband med en underhållningskavalkad av inspelningsmisstag, till exempel som del av extramaterialet i en DVD-utgåva av en film eller TV-serie. Det engelska ordet för inspelningstabbe – och för en kort film med en sådan scen – är blooper, ett ord som även används som lånord på svenska.
En särskild kategori av inspelningstabbar är klaffel. Där samordnas inte personer och beteenden mellan de olika scenerna, med ofta komiskt eller märkligt resultat.

## Etymologi
Ordet tabbe har använts i svensk skrift sedan 1921. Det kommer från det dialektala ordet tabbe med betydelsen 'tölp', 'våp' eller 'enfaldig karl'. Ordet är en avledning till adjektivet tabbig – 'dum', 'våpig'. Av liknande ord i svenskan kommer blunder från engelskan (blunder, i svensk skrift sedan 1837), fadäs från franskan (fadaise, sedan 1734) och lapsus från latin (lapsus, sedan 1842). Grundordet misstag stammar från det fornsvenska mistaka (1530). Groda är en synonym (sedan 1866) för 'pinsam felsägning', efter folksagan där grodor hoppade ur en elak dotters mun när hon skrattade.